# 2112 (album)
2112 este al patrulea album de studio al trupei canadiene de muzică rock Rush, lansat în 1976. Piese din turneul 2112 au fost înregistrate și lansate pe albumul All the World's a Stage în septembrie 1976. 
Albumul 2112 conține și piesa eponimă - o suită în șapte părți scrisă de Geddy Lee și Alex Lifeson cu versuri aparținând lui Neil Peart. Suita este o distopie plasată în anul 2112. Deoarece albumul a fost numit după această piesă lungă, materialul este privit adesea ca un album conceptual. Tehnic el nu este întrucât cântecele de pe partea a doua a albumului nu au nici o legătură cu subiectul suitei. Rush au repetat acest aranjament și pe albumul din 1978 Hemispheres.
2112 este unul din cele două albume Rush plasate în lista 1001 de albume de ascultat într-o viață. În 2006 în urma unui sondaj al revistei Planet Rock, ascultătorii au ales albumul 2112 ca fiind cel mai bun album al formației.

## Tracklist
1. "2112" (20:33)
2. "A Passage to Bangkok" (3:34)
3. "The Twilight Zone" (3:17)
4. "Lessons" (Lifeson) (3:51)
5. "Tears" (Lee) (3:33)
6. "Something for Nothing" (muzica: Lee) (3:58)

- Toate versurile aparțin lui Neil Peart iar muzica lui Geddy Lee și Alex Lifeson, excepție făcând piesele notate.

## Single-uri
- "The Twilight Zone" (1976)
- "2112: Overture/The Temples of Syrinx" (1976)
- "A Passage to Bangkok" (live - 1981)

## Componență
- Geddy Lee - bas, voce
- Alex Lifeson - chitare acustice și electrice
- Neil Peart - tobe, percuție

cu
- Hugh Syme - mellotron pe "Tears"